# Metro Ufa
Die Metro Ufa ist die nie fertiggestellte Untergrundbahn der russischen Stadt Ufa (Baschkortostan). Sie wurde zwischen 1997 und 2005 gebaut. Geplant waren für die erste Ausbaustufe acht Stationen. 2005 wurden die Arbeiten abgebrochen, ein Weiterbau ist zurzeit nicht geplant.

## Geschichte
Ab 1997 wurde am 9,1 Kilometer langen Abschnitt zwischen den Stationen Perwomaiskaja (Первомайская) und Sportiwnaja (Спортивная) gebaut. Diese Nord-Süd-Linie sollte 2008 in Betrieb gehen und später durch eine Ost-West- und eine Nordwest-Südost-Linie ergänzt werden. Aus finanziellen Gründen wurde der Bau 2005 eingestellt. Ein rentabler Betrieb war nicht zu erwarten, andere Investitionsprojekte der Stadt bekamen den Vorzug. Ein entscheidender Faktor dürfte gewesen sein, dass der russische Staat nur noch 20 Prozent der Baukosten tragen wollte und die lokalen und regionalen Behörden den Rest nicht aufbringen konnten.

## Stationen (gepl.)
- Perwomaiskaja (Первомайская)
- Uljanowych (Ульяновых)
- Parkowaja (Парковая)
- Bulwar Mussy Garejewa (Бульвар Мусы Гареева)
- Ploschtschad Lenina (Площадь Ленина)
- Sportiwnaja (Спортивная)